# Míl Espáine

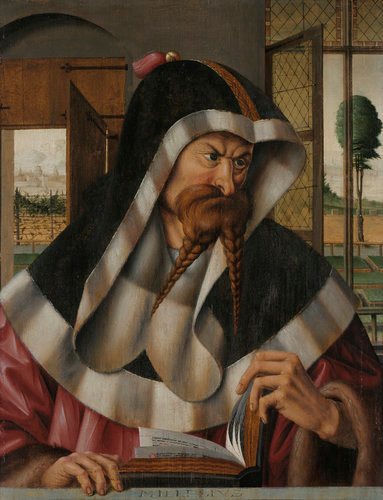
Milesius, di Hermann tom Ring (XVI Secolo)

Nella mitologia irlandese Míl Espáine (pseudo-latinizzato in Milesio e detto anche Miled) è il progenitore dei Milesi, l'ultimo dei sei popoli che invasero e colonizzarono l'isola. Nelle genealogie tradizionali irlandesi, i moderni Gaeli, cioè la maggioranza degli abitanti dell'isola, discenderebbero da Míl.
Secondo il Lebor Gabála Érenn, Il suo nome di battesimo era Galam. Il nome con cui è più conosciuto deriva, secondo una "finzione etimologica", dalla frase latina Miles Hispaniae, cioè "soldato di Spagna", attestata nella Historia Brittonum di Nennio del IX secolo, e ripresa dal Lebor Gabála Érenn, secondo cui l'Irlanda fu conquistata dai "tre figli di un soldato spagnolo" (tres filii militis Hispaniae).

## Leggenda
Míl servì come soldato in Scizia ed Egitto, prima di ricordare una profezia secondo cui i suoi discendenti avrebbero regnato in Irlanda. Così egli si diresse verso ovest, giungendo in Iberia, dove combatté molte battaglie prima di morire senza aver mai visto l'Irlanda. Sua moglie Scota e suo zio Íth riuscirono a scorgere l'Irlanda da una torre costruita dal nonno di Míl, Breogán, e salparono quindi per l'isola, dove Íth venne ucciso dai Túatha Dé Danann. Quando il suo corpo fu riportato in Iberia, gli otto figli di Míl e i nove fratelli di Íth invasero l'Irlanda e sconfissero i Túatha Dé Danann. Mentre si recavano in Irlanda, però, molti dei figli di Míl morirono prima di giungere nell'isola a causa di tempeste evocate con la magia dai Túatha De Danann.
Solo tre dei figli di Míl riuscirono a sbarcare in Irlanda: Amergin, Érimón e Éber Finn. Il primo divenne un druido, mentre gli altri due si spartirono l'isola. Éber Donn, Ír, Colptha, Érech Febria e Érennán furono invece coloro che perirono nel tentativo.
Secondo The Story of the Irish Race di Seumas MacManus, Milesio fu il leader di un popolo che discendeva da Niul, nipote di Gaodhal Glas. Fu Mosè a profetizzare a Gaodhal che un giorno i suoi discendenti sarebbero giunti in un'isola felice dell'occidente, libera dai serpenti. Niul visse in Egitto, da cui fu scacciato da un ingiusto faraone. Dopo un lungo periodo, i suoi discendenti giunsero in Iberia e infine nell'isola del Destino, l'Irlanda.

## Le origini spagnole
Come ha suggerito van Hamel, lo status dell'Iberia come terra di origine può essere fatto risalire a Isidoro di Siviglia, che nell'introduzione alla sua Historia de regibus Gothorum, Vandalorum et Suevorum aveva elevato la Spagna alla "madre di tutte le razze". Un'ulteriore spiegazione potrebbe risiedere nell'errore commesso da alcuni geografi classici nell'individuare l'Irlanda esattamente di fronte all'Iberia. Ad esempio, il Lebar Gabála (§ 100) racconta che dalla Torre di Breogan, il milese Íth poté vedere attraverso il mare fino all'Irlanda. La torre di Breogan viene in genere identificata con la Torre di Ercole, a La Coruña, in Galizia, che fu in realtà costruita dai Romani nel II secolo.
L'origine spagnola degli irlandesi fu presa sul serio per molto tempo: all'inizio del periodo moderno molti irlandesi fuggirono in Spagna a causa delle turbolenze politiche e militari nella loro patria. La convinzione che gli irlandesi gaelici discendessero da Míl Espáine e dai suoi seguaci spagnoli era diffusa sia in Irlanda che in Spagna, e di conseguenza agli irlandesi in Spagna furono concessi tutti i diritti e i privilegi dovuti ai sudditi spagnoli, come la cittadinanza automatica concessa ai cattolici irlandesi che si trovavano in territorio spagnolo.
Tale origine è oggi considerata un mito, anche se uno studio genetico del 2006 conclude che la maggior parte degli attuali abitanti delle Isole Britanniche discenderebbero in effetti da pescatori provenienti dal nord della Penisola Iberica.